# دی او ای (فیلم ۱۹۵۰)
 دی.او.ای. (به انگلیسی: D.O.A.) فیلمی ۸۳ دقیقه‌ای به کارگردانی رودولف ماته با بازی ادموند اوبرایان محصول کشور ایالات متحده آمریکا است.